# Pennebaker (album)
Pennebaker är ett album som skapades av den svenska popgruppen med samma namn. Albumet släpptes den 27 juni 2005 i Japan.

## Låtlista
| Nr           | Titel                                       | Längd |
| ------------ | ------------------------------------------- | ----- |
| 1.           | Runaway Heart                               | 3:50  |
| 2.           | Say You Remember When                       | 4:03  |
| 3.           | I'm Into Making Up (Not Breaking Up)        | 3:11  |
| 4.           | Living Without Me Now (The Game Isn't Over) | 3:34  |
| 5.           | In My Dreams Love Lives                     | 3:46  |
| 6.           | Second Fall                                 | 0:45  |
| 7.           | Now That I Found you (I Found Myself)       | 3:25  |
| 8.           | I've Seen Beauty                            | 3:49  |
| 9.           | Must Have Been Blind                        | 3:44  |
| 10.          | Seeds Of Love & Change                      | 4:14  |
| 11.          | I Feel I Could Do                           | 3:40  |
| Total längd: | Total längd:                                | 38:01 |